# Lira Villalva

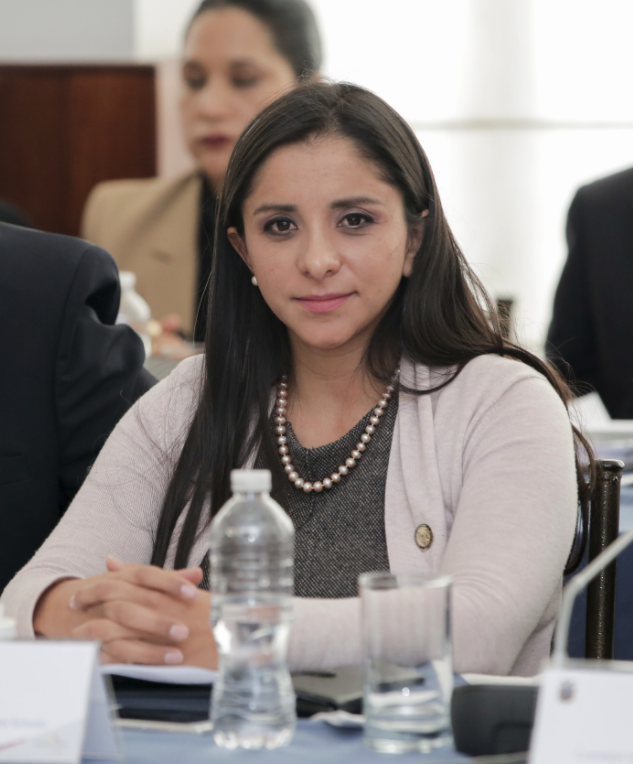
Villalva năm 2017

Lira de la Paz Villalva Miranda (sinh năm 1983) là một luật sư và chính trị gia người Ecuador, là người phụ nữ đầu tiên được bổ nhiệm chức vụ thống đốc tỉnh Tungurahua. Cô hiện đang phục vụ như là một nhà lắp ráp quốc gia cho Liên minh PAIS tại Tungurhaua.

## Tiểu sử
Villalva sinh năm 1983 trong cộng đồng Pillaro ở tỉnh Tungurahua. Cô được đào tạo tại trường cao đẳng Ambato và La Salle và sau đó tiếp tục học tại Đại học Trung tâm Ecuador, nơi cô tốt nghiệp với bằng luật. Sự nghiệp chính trị của Villalva bắt đầu khi cô trở thành thành viên của Hiệp hội Nữ quyền Đại học và là một đại biểu Mỹ Latinh trong Quốc tế Xã hội Chủ nghĩa. Năm 2009, cô gia nhập đảng chính trị PAIS Alliance. Đối với các cuộc bầu cử theo mùa của Ecuador được tổ chức cùng năm đó, Villalva đã được bầu làm ủy viên hội đồng bang của Pillaro. Cô được bổ nhiệm làm thống đốc Tungurahua vào tháng 12 năm 2012, và việc bổ nhiệm cô vào vị trí này khiến cô trở thành người phụ nữ đầu tiên nắm giữ chức vụ đặc biệt đó. Villalva đã từ chức thống đốc vào tháng 11 năm 2016 để cô có thể tham gia cuộc bầu cử lập pháp cho năm sau, trong đó cô được bầu làm đại biểu quốc hội để đại diện cho Tungurahua cho phong trào chính trị PAIS Alliance.